# Saison 1 de Weeds
Chronologie
Saison 2 de Weeds
Cet article présente le guide de la saison 1 du feuilleton télévisé Weeds.

## Épisode 1:Faut pas manquer l'ours
- Titre original : You Can't Miss The Bear
- Scénariste(s) : Jenji Kohan
- Réalisateur(s) : Brian Dannelly
  -  États-Unis : 7 août 2005 sur Showtime
  -  France : 7 septembre 2006 sur Canal+[1]
- Résumé : Agrestic, banlieue bourgeoise de Los Angeles.

À la suite de la mort de son mari (attaque cardiaque), Nancy Botwin, mère de famille, qui ne veut pas perdre son statut dans la société, revend de la drogue aux habitants du quartier sur les conseils de son beau-frère. Elle peut ainsi maintenir son train de vie (villa, aide à domicile…). Son amie Celia Hodes a des problèmes avec ses filles. Elle trouve Isabelle trop grosse et ne la ménage pas pour perdre du poids! Tandis qu'elle cherche à espionner son autre fille Quinn, en cachant des caméras dans des oursons, parce qu'elle sort avec un des fils de Nancy : Silas.

## Épisode 2:Prise de tête
- Titre original : Free goat
- Scénariste(s) : Jenji Kohan
- Réalisateur(s) : Brian Dannelly
  -  États-Unis : 15 août 2005 sur Showtime
  -  France : 7 septembre 2006 sur Canal+[1]
- Résumé : Shane pense à son père tandis que Silas, qui s'inquiète de ne pas avoir de nouvelles de Quinn après qu'ils ont couché ensemble, découvre que Celia l'a envoyé dans un pensionnat à Mexico. De son côté, Celia est touchée par les ragots sur son couple, en effet, la nouvelle que son mari l'a trompé avec sa prof de tennis s'est vite répandue, elle va tenter de régler ses comptes avec lui…

Nancy a des problèmes d'argent, et demande de l'aide à Doug, malheureusement pour obtenir la drogue d'Heylia elle va devoir donner quelque chose en échange.

## Épisode 3:Bonheur sur ordonnance
- Titre original : Good Shit Lollipop
- Scénariste(s) : Roberto Benabib
- Réalisateur(s) : Craig Zisk
  -  États-Unis : 22 août 2005 sur Showtime
  -  France : 14 septembre 2006 sur Canal+[1]
- Résumé : Nancy se retrouve confrontée pour la première fois à de la concurrence, et pas des moindres : la vente légale de marijuana sur prescription médicale ! Elle va devoir faire preuve d'ingéniosité pour pouvoir garder ses clients… Pendant ce temps, Shane qui a vu aux informations qu'un cougar rôdait dans Agrestic a décidé de l'attraper. Silas, lui, rencontre Megan, une fille sourde de son lycée, et essaye de la séduire…

De son côté, Celia découvre des chocolats et autres gâteaux cachés dans la chambre de sa fille, Isabelle, et décide d'employer les grands moyens pour qu'elle arrête de manger autant!

## Épisode 4:Religion et petits plats
- Titre original : Fashion of the Christ
- Scénariste(s) : Jenji Kohan
- Réalisateur(s) : Burr Steers
  -  États-Unis : 29 août 2005 sur Showtime
  -  France : 14 septembre 2006 sur Canal+[1]
- Résumé : Andy, le beau-frère de Nancy débarque un matin chez elle et décide de s'incruster, mais il va créer des problèmes à Shane… Tandis que Nancy essaye de développer ses affaires avec les conseils de Doug, Andy continue à mener sa vie sans se soucier des autres, comme son neveu Silas… Finalement, il va trouver un moyen de rester chez Nancy

## Épisode 5:Nostalgie disco
- Titre original : Lude Awakening
- Scénariste(s) : Devon K. Shepard
- Réalisateur(s) : Lee Rosen
  -  États-Unis : 5 septembre 2005 sur Showtime
  -  France : 21 septembre 2006 sur Canal+[1]
- Résumé : La maison de Celia et Dean est partiellement détruite par une cargaison de Coca-Cola. Celia annonce qu'elle a un cancer du sein. Pendant ce temps, Nancy découvre les risques de sa nouvelle vie de dealeur, alors qu'une fusillade éclate chez Heylia.

Silas rompt avec Megan sur les conseils d'un copain. Shane est convoqué par le psy de son école, et Andy se fait arrêter alors qu'il fumait un joint dans sa camionnette, ce qui permet à Nancy de découvrir que les lois de la Californie sont assez laxistes avec le cannabis…

## Épisode 6:Issue de secours
- Titre original : Dead In The Nethers
- Scénariste(s) : Barry Safchik, Michael Platt
- Réalisateur(s) : Arlene Sanford
  -  États-Unis : 12 septembre 2005 sur Showtime
  -  France : 21 septembre 2006 sur Canal+[1]
- Résumé : à la suite de son arrestation pour possession de marijuana, Andy doit se rendre à des réunions de « fumeurs de marijuana anonymes »", où il rencontre une femme qu'il tente de séduire. Nancy, grâce aux conseils de l'avocate d'Andy et de Doug, crée un commerce de façade : une boulangerie! Celia rend visite à Nancy dans ses nouveaux locaux et décide d'aller dans un club avec elle et Conrad le soir même.

Pendant ce temps, Lupita apprend que Nancy est une dealeuse. Shane joue les terroristes sur une vidéo et Silas et Megan se réconcilient…

## Épisode 7:Sur les bancs de la fac
- Titre original : Higher Education
- Scénariste(s) : Tucker Gates
- Réalisateur(s) : Shawn Schepps
  -  États-Unis : 19 septembre 2005 sur Showtime
  -  France : 28 septembre 2006 sur Canal+[1]
- Résumé : Nancy cherche un étudiant pour donner des cours particuliers à Silas, et finalement l'engage pour revendre sa drogue sur le campus. Celia qui est hospitalisée pour son cancer du sein, reçoit la visite de sa mère, qui est une femme assez horripilante et qui critique sans arrêt la façon de vivre de Celia et Dean. Shane s'est fait un nouvel ami, Max. Lorsque sa mère vient le chercher chez Nancy, c'est Andy qui l'accueille et ils couchent ensemble, seulement elle a des pratiques assez spéciales!

## Épisode 8:Le Feu de l’expiation
- Titre original : The Punishment Light
- Scénariste : Rolin Jones
- Réalisateur : Robert Berlinger
  -  États-Unis : 26 septembre 2005 sur Showtime
  -  France : 28 septembre 2006 sur Canal+[1]
- Résumé : La famille inaugure la pierre tombale du mari de Nancy. Après ça, Nancy amène Shane à son tournoi de karaté, où il mord le pied de son adversaire! Nancy rencontre le père de l'enfant, Peter, qui l'invite à dîner avec Silas et Shane… Pendant ce temps, dans la maison de Nancy, Andy et Doug essayent de tuer un rat et saccagent la maison. Celia avoue à Dean qu'elle l'a trompé avec Conrad, ce qui étrangement les rapproche!

## Épisode 9:À feu et à sec
- Titre original : The Punishment Lighter
- Scénariste : Matthew Salsber
- Réalisateur : Paul Feig
  -  États-Unis : 3 octobre 2005 sur Showtime
  -  France : 5 octobre 2006 sur Canal+[1]
- Résumé : Nancy se fait voler 14 000 $ de drogue par le policier du campus de State Valley. Alejandro lui offre de la lingerie à la suite de leur rencontre et veut travailler avec elle. La boulangerie ouvre enfin et Nancy essaye vraiment de la faire marcher. Le médecin de Shane conseille de le mettre sous médicament et Shane est très attiré par l'idée d'être drogué ! Silas traîne beaucoup avec le père de Megan… Celia, qui désormais n'a plus de cheveux à cause de la chimiothérapie, se bat pour ravoir son poste à la tête du conseil des mères des élèves d'Agrestic.

## Épisode 10:Chacun sa route
- Titre original : The Godmother
- Scénariste(s) : Jenji Kohan
- Réalisateur(s) : Lev L. Shapiro
  -  États-Unis : 10 octobre 2005 sur Showtime
  -  France : 5 octobre 2006 sur Canal+[1]
- Résumé : Heylia interdit à Conrad de reparler à Nancy, quand elle apprend que c'est lui qui a tabassé le flic du campus. Nancy se rapproche de Peter. Celia surprend sa fille Isabelle en train d'embrasser une de ses amies. Silas est arrêté sous l'emprise de l’ecstasy, Nancy le sermonne mais il lui dit qu'il sait pour son business. Andy reçoit une lettre de l'armée, il avait signé comme réserviste et doit être envoyé en Irak, désespéré il recherche un moyen d'y échapper. Vaneeta va avoir son bébé, et comme Heylia ne veut pas faire pousser de l'herbe, Conrad va proposer à Nancy de s'associer avec lui. Nancy couche avec Peter, et tombe sur une veste de la DEA.